# Copa de Yibuti
La Coupe de Djibouti de Football es el segundo torneo de fútbol a nivel de clubes de Yibuti, se disputa desde 1988 y es organizada por la Federación Yibutiana de Fútbol.

## Formato
Pueden participar todos los equipos del país, y el torneo se juegan bajo un sistema de eliminación directa.
El equipo campeón obtiene la clasificación a la Copa Confederación de la CAF.

## Palmarés
| Temporada | Campeón                            | Resultado          | Finalista                          |
| --------- | ---------------------------------- | ------------------ | ---------------------------------- |
| 1988      | AS Port                            | 0 - 0 (4-3 pen.)   | ACPM Djibouti                      |
| 1989      | AS Port                            | 4 - 2              | Chemin de Fer Djibouto-Ethiopien   |
| 1990      | AS Port                            |                    |                                    |
| 1991      | AS Aéroport                        | 2 - 1              | AS Port                            |
| 1992      | AS Compagnie Djibouti-Ethiopie     | 4 - 3              | AS Etablissements Marill           |
| 1993      | Force Nationale Securité           |                    | ONED Djibouti                      |
| 1994      | FC Balbala                         | 0 - 0 (5-4 pen.)   | AS Ali Sabieh Djibouti Télécom     |
| 1995      | FC Balbala                         |                    |                                    |
| 1996      | FC Balbala                         |                    |                                    |
| 1997      | Force Nationale de Police          |                    |                                    |
| 1998      | Force Nationale de Police          |                    |                                    |
| 1999      | FC Balbala                         |                    |                                    |
| 2000      | AS Port                            |                    |                                    |
| 2001      | Chemin de Fer Djibouto-Ethiopien   |                    |                                    |
| 2002      | Jeunesse Espoir                    |                    | Chemin de Fer Djibouto-Ethiopien   |
| 2003      | AS Boreh                           | 1 - 1 (5-4 pen.)   | AS Ali Sabieh Djibouti Télécom     |
| 2004      | Chemin de Fer Djibouto-Ethiopien   | 6 - 2              | AS Boreh                           |
| 2005      | Poste de Djibouti                  | 2 - 0              | AS Port                            |
| 2006      | AS Ali Sabieh Djibouti Télécom     | 3 - 0              | AS Gendarmerie Nationale           |
| 2007      | Société Immobiliére de Djibouti    | 1 - 1 (4-3 pen.)   | AS Compagnie Djibouti-Ethiopie     |
| 2008      | AS Compagnie Djibouti-Ethiopie     | 1 - 1 (4-3 pen.)   | Guelleh Batal / Garde Républicaine |
| 2009      | Guelleh Batal / Garde Républicaine | 0 - 0 (13-12 pen.) | AS Ali Sabieh Djibouti Télécom     |
| 2010      | AS Port                            | 3 - 2              | Guelleh Batal / Garde Républicaine |
| 2011      | AS Port                            | 2 - 0              | AS Ali Sabieh Djibouti Télécom     |
| 2012      | Guelleh Batal / Garde Républicaine | 2 - 1              | AS Ali Sabieh Djibouti Télécom     |
| 2013      | AS Port                            | 1 - 1 (4-3 pen.)   | AS Ali Sabieh Djibouti Télécom     |
| 2014      | AS Tadjourah                       | 1 - 1 ( - pen.)    | Guelleh Batal / Garde Républicaine |
| 2015      | Guelleh Batal / Garde Républicaine | 2 - 0              | AS Port                            |
| 2016      | AS Ali Sabieh Djibouti Télécom     | 1 - 1 (4-2 pen.)   | FC Dikhil                          |
| 2017      | AS Gendarmerie Nationale           | 0 - 0 (7-6 pen.)   | Guelleh Batal / Garde Républicaine |
| 2018      | AS Ali Sabieh Djibouti Télécom     | 1 - 0              | Bahache/Université de Djibouti     |
| 2019      | AS Arta/Solar7                     | 0 - 0 (3-0 pen.)   | AS Gendarmerie Nationale           |
| 2020      | AS Arta/Solar7                     | 1 - 0              | AS Ali Sabieh Djibouti Télécom     |
| 2021      | AS Arta/Solar7                     | 0 - 0 (4-3 pen.)   | FC Dikhil                          |
| 2022      | AS Arta/Solar7                     | 3 - 1              | AS Ali Sabieh Djibouti Télécom     |
| 2023      | AS Arta/Solar7                     | 3 - 0              | Guelleh Batal / Garde Républicaine |
| 2024      | AS Port                            | 1 - 0              | AS Arta/Solar7                     |

## Títulos por club
| Club                                              | Campeón | Años campeón                                         |
| ------------------------------------------------- | ------- | ---------------------------------------------------- |
| AS Arta/Solar7 (Chemin de Fer Djibouto-Ethiopien) | 9       | 1992, 2001, 2004, 2008, 2019, 2020, 2021, 2022, 2023 |
| AS Port                                           | 8       | 1988, 1989, 1990, 2000, 2010, 2011, 2013, 2024       |
| FC Balbala                                        | 4       | 1994, 1995, 1996, 1999                               |
| Force Nationale de Police (FN Securité)           | 3       | 1993, 1997, 1998                                     |
| AS Ali Sabieh Djibouti Télécom                    | 3       | 2006, 2016, 2018                                     |
| Guelleh Batal de la Garde Républicaine            | 3       | 2009, 2012, 2015                                     |
| AS Aéroport                                       | 1       | 1991                                                 |
| Jeunesse Espoir                                   | 1       | 2002                                                 |
| AS Borreh                                         | 1       | 2003                                                 |
| Poste de Djibouti                                 | 1       | 2005                                                 |
| Société Immobiliére de Djibouti                   | 1       | 2007                                                 |
| AS Tadjourah                                      | 1       | 2014                                                 |
| AS Gendarmerie Nationale                          | 1       | 2017                                                 |